# (1851) Lacroute
(1851) Lacroute ist ein Asteroid des äußeren Hauptgürtels, der am 9. November 1950 vom französischen Astronomen Louis Boyer am Observatoire astronomique de Bouzareah in Algerien bei einer Helligkeit von 15,2 mag entdeckt wurde.
Der Asteroid wurde benannt zu Ehren von Pierre Lacroute (1906–1993), einem bekannten französischen Astrometriker, der eine unabhängige Reduktion des AGK3 mithilfe einer Plattenüberlappungstechnik vornahm. Als Direktor des Observatoire de Strasbourg war er maßgeblich an der Einrichtung des dortigen Centre de Données astronomiques de Strasbourg beteiligt und fungierte von 1973 bis 1976 als Präsident der IAU-Kommission 24.
Aufgrund seiner Bahneigenschaften wird (1851) Lacroute zur Themis-Familie gezählt.

## Wissenschaftliche Auswertung
Aus Ergebnissen der IRAS Minor Planet Survey (IMPS) wurden 1992 erstmals Angaben zu Durchmesser und Albedo für zahlreiche Asteroiden abgeleitet, darunter auch (1851) Lacroute, für den damals Werte von 16,9 km bzw. 0,07 erhalten wurden. Eine Auswertung von Beobachtungen durch das Projekt NEOWISE im nahen Infrarot führte 2011 zu vorläufigen Werten für den Durchmesser und die Albedo im sichtbaren Bereich von 17,0 km bzw. 0,07. Die Werte wurden nach neuen Messungen 2012 auf 18,2 km bzw. 0,05 geändert. Nach der Reaktivierung von NEOWISE im Jahr 2013 und Registrierung neuer Daten wurden die Werte 2016 angegeben mit 16,6 km bzw. 0,06, diese Angaben beinhalten aber hohe Unsicherheiten.

## Asteroidenpaar
(1851) Lacroute bildet mit dem Asteroiden (215) Oenone ein quasi-complanares Asteroidenpaar. Sie besitzen zum Teil sehr ähnliche Bahnelemente und bewegen sich nahezu in der gleichen Bahnebene, allerdings sind ihre Bahnen unterschiedlich stark elliptisch und ihre Apsidenlinien sind etwas gegeneinander verdreht. Da (215) Oenone eine deutlich geringere Umlaufzeit um die Sonne als (1815) Lacroute hat, überholt sie ihn etwa alle 28 Jahre. In der Annahme, dass sie sich dabei extrem nahekommen könnten, wurde vorgeschlagen, zur genaueren Bestimmung der Masse des größeren Asteroiden astrometrische Messungen solcher Ereignisse auszuwerten. In den 1000 Jahren um die derzeitige Epoche herum kommen sich die beiden Körper aber nie näher als bis auf etwa 3,5 Mio. km.